# Meszhed (stacja kolejowa)
Meszhed Szahid Raeisi (pers. ‏ایستگاه راه‌آهن شهید رئیسی مشهد‎), znana również jako Meszhed (pers. ‏ايستگاه راه آهن مشهد‎) – stacja kolejowa w Meszhedzie, w Iranie. Znajdują się tu 4 perony.

## Historia

Mohammad Reza Pahlawi i Sorajja Esfandijari Bachtijari w dniu otwarcia stacji

Budynek stacji kolejowej jest jednym z 20 arcydzieł azjatyckiej architektury okresu powojennego, którego budowa rozpoczęła się w 1955 roku i została oddana do użytku po 11 latach. Jego architektem był Heydar Ghiai. Zaprojektował on budynek w kształcie skrzydeł Faravahara.
Stacja została oficjalnie otwarta przez szachinaszacha Mohammada Reza Pahlawiego i jego drugą żonę Sorajję Esfandijari Bachtijari.

## Symbol
Symbol korony przed stacją nawiązuje do czapek Afszarydów i korony Nadira Szacha. Zaprojektował go Yaghoob Danesh Doost.

## Połączenia
Główne kierunki podróży z dworca kolejowego w Meszhedzie to: Teheran, Sziraz, Jazd, Tabriz, Raszt, Zandżan, Isfahan i Bandar-e Abbas.